# Uriu, Bistrița-Năsăud
Uriu (în maghiară Felőr, în germană Er,Steinfeld) este satul de reședință al comunei cu același nume din județul Bistrița-Năsăud, Transilvania, România. La recensământul din 2002 avea o populație de 1359 locuitori.

## Demografie
- La recensământul din 1941 populația satului Uriu număra 1301 de locuitori, dintre care: 999 maghiari, 244 români și 58 evrei.
- La recensământul din 2002 populația satului Uriu număra 1359 de locuitori, dintre care: 794 maghiari, 554 români și 10 țigani.

Componența etnică a satului Uriu (1941)
     Maghiari (76,8%)
     Români (18,8%)
     Evrei (4,4%)
Componența etnică a satului Uriu (2002)
     Maghiari (58,4%)
     Români (40,8%)
     Romi (0,7%)

## Istorie
- Satul este atestat documentar în anul 1332 sub numele Fel-Őr.

### Monumente istorice
- Fortificații pe malul Someșului care datează din perioada Regatului Ungariei.
- Biserica reformat-calvină, construită în stil gotic, în Secolul al XV-lea.
- Conacul familiei nobiliare maghiare Betegh, construit în 1870.

## Galerie de imagini

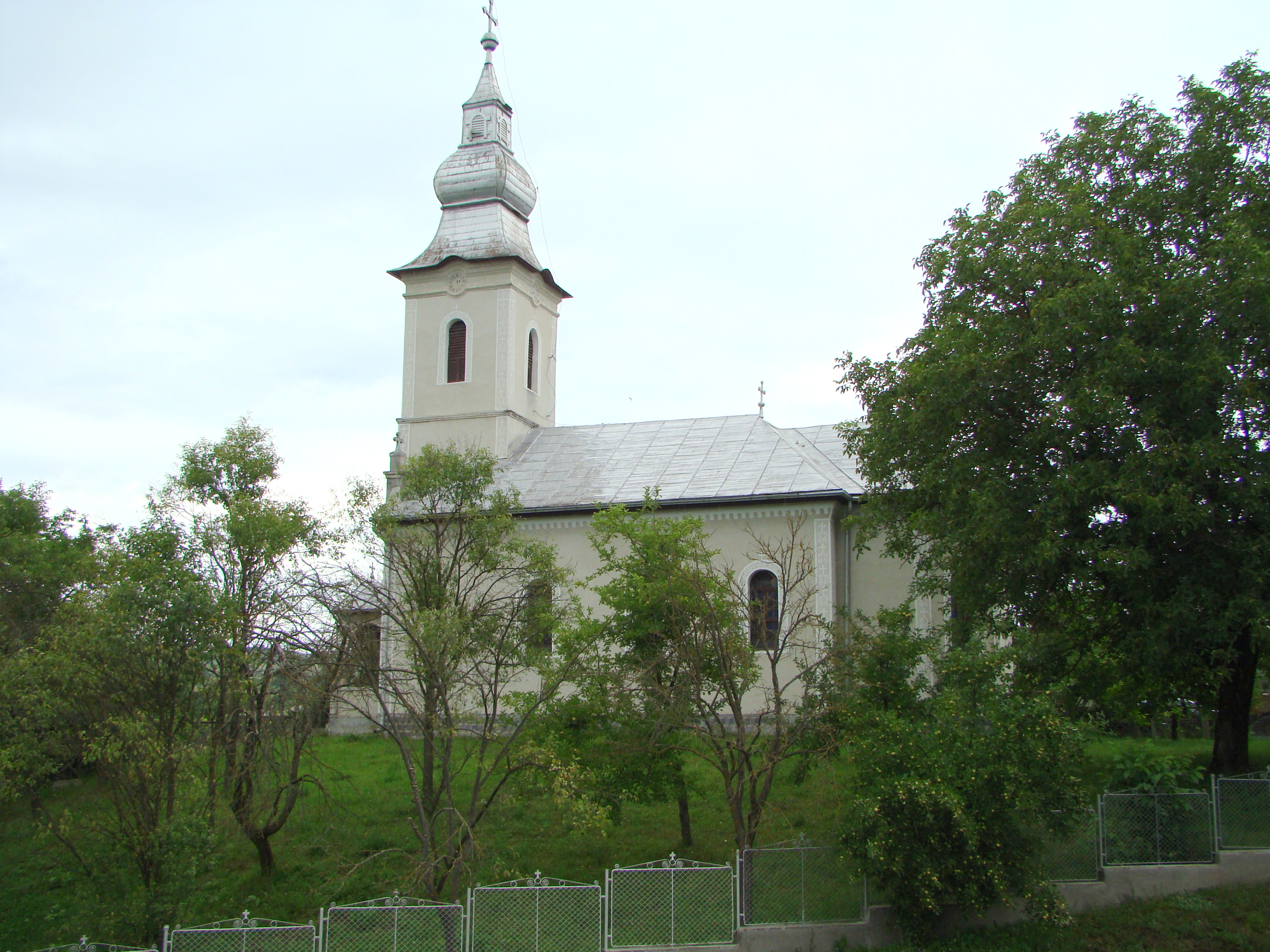
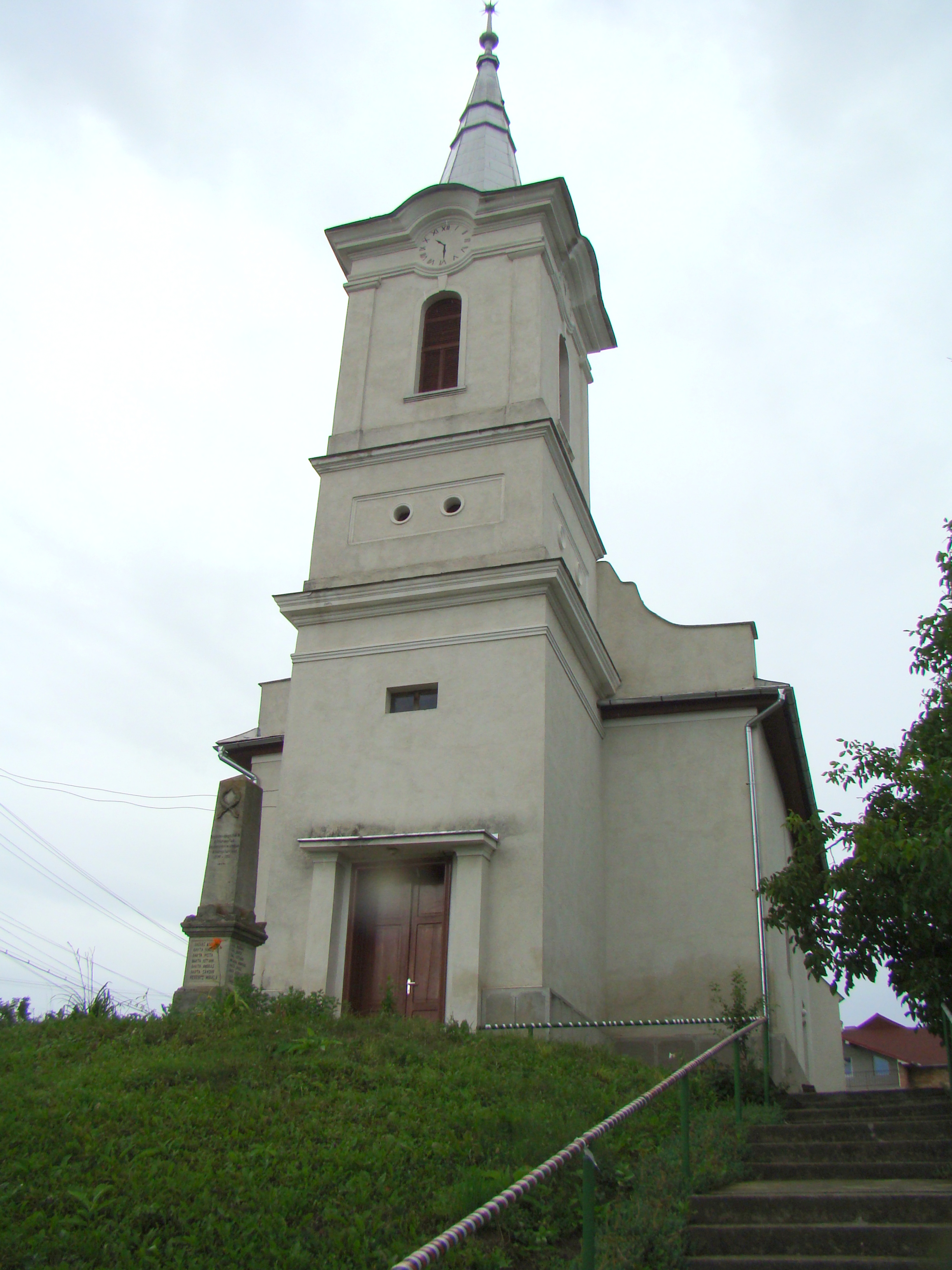
Biserica reformat-calvină (sec.XV)
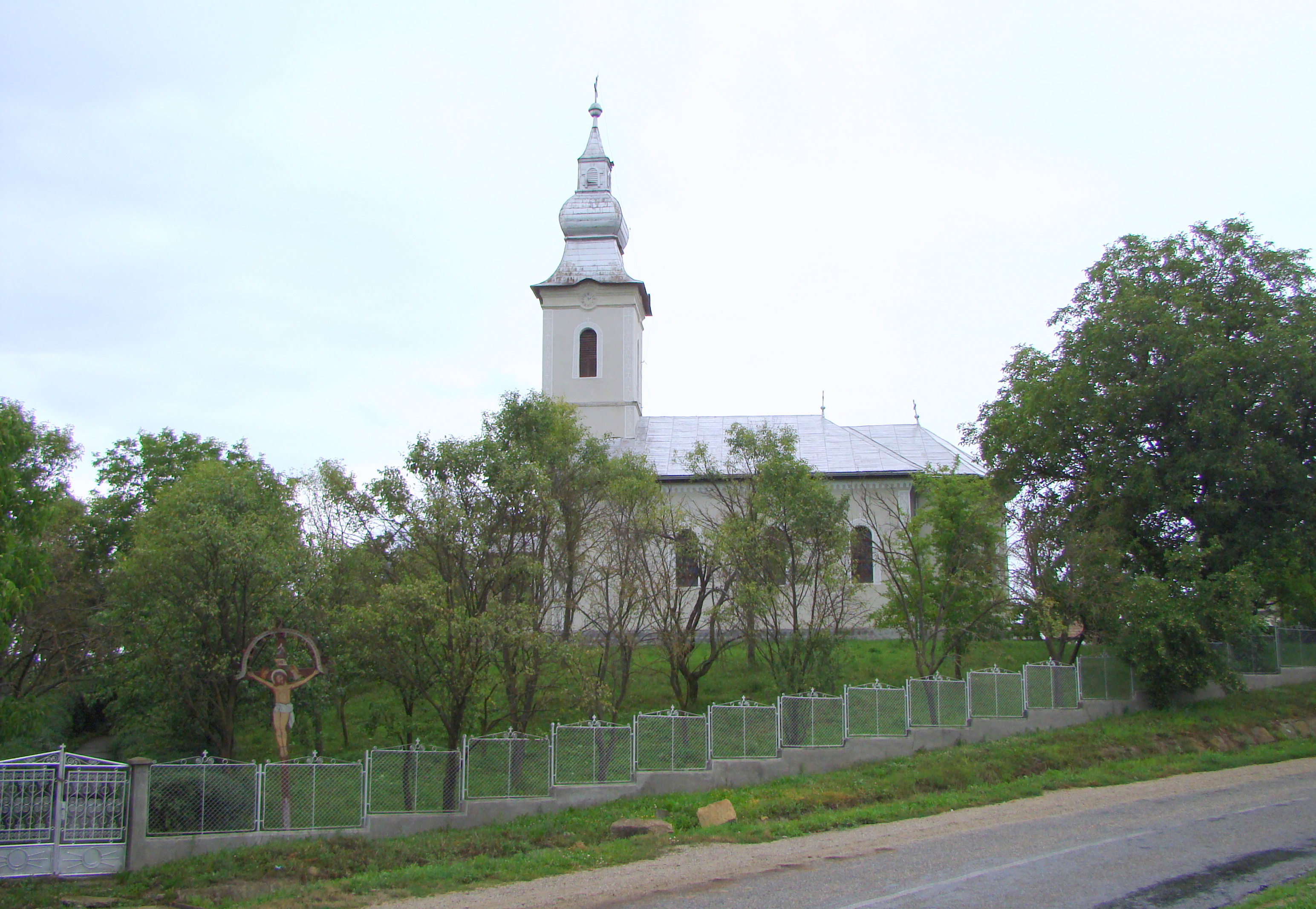
Biserica ortodoxă din Uriu, construită în 1932

## Personalități
- Andrei Barta (1927 -1993), demnitar comunist